# Kulaszi
Kulaszi – osiedle typu miejskiego w Gruzji, w regionie Imeretia. W 2014 roku liczyło 1702 mieszkańców.